# Engenharia naval

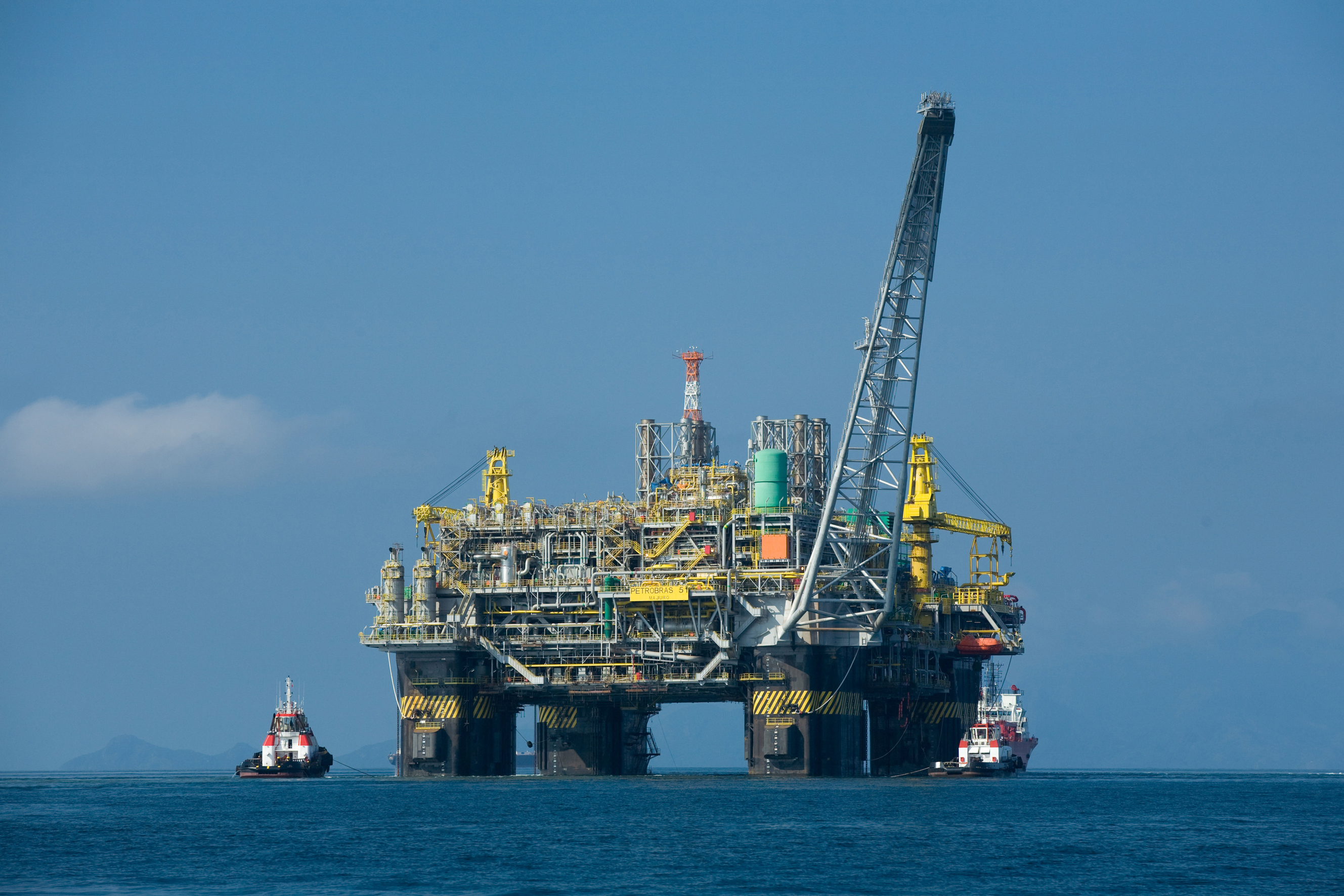
Plataforma P-51, destinada a produção de petróleo e gás natural.

A engenharia naval é o ramo da engenharia que tem como atividade principal as obras que se destinam à exploração das potencialidades marítimas, fluviais e lacustres. Embora especializada, a engenharia naval é bastante eclética já que aborda os principais aspectos das outras modalidades de engenharia, direta ou indiretamente. Com o desenvolvimento da exploração e produção de petróleo no oceano, o trabalho do engenheiro naval estendeu-se à engenharia oceânica.
O engenheiro naval dedica-se a todas as fases de vida dos veículos e plataformas destinados ao transporte marítimo, à exploração dos recursos marinhos e as atividades de recreio, desde a fase de concepção e projeto, à de construção e respectiva fiscalização, passando pela inspeção, manutenção e reparação. Estão ainda incluídas as tarefas de planejamento e gestão das operações marítimas e portuárias. O profissional deve ter a visão sistêmica e abrangente necessária ao projeto dos grandes sistemas de engenharia.
Apelando ao aspecto eclético da engenharia naval, este engenheiro também se ocupa de projeto, construção, reparo e logística de embarcações fluviais, utilizadas para transporte interior. 

## Ramos
A engenharia naval pode dividir-se em vários ramos:
1. Engenharia de máquinas marítimas - especialidade que envolve o projeto, a construção, a instalação, a operação e a manutenção dos sistemas de propulsão, controle e produção de energia das embarcações, bem como dos seus sistemas eletromecânicos de apoio à tripulação, passageiros e carga;[2]
2. Arquitetura naval - lida com o projeto e construção dos cascos e estruturas de uma embarcação, a organização do seu espaço interior, bem como com o seu comportamento hidrodinâmico e hidroestático;
3. Engenharia oceânica - lida com a concepção, operação e manutenção de estruturas de exploração de recursos marítimos, especialmente petróleo e gás;
4. Transportes marítimos - lida com toda a logística de distribuição utilizando vias marítimas ou fluviais;
5. Estruturas - projeto e calcula a estrutura do navio ou embarcação de uma forma geral para resistir a todas as cargas ambientais e operacionais;
6. Elétrica - cuida de todo o projeto elétrico e eletrônico do navio ou plataforma;

## Setores de atuação
As áreas tradicionais de emprego são os estaleiros navais, empresas de certificação, empresas de gestão de projeto, qualidade e segurança, empresas armadoras, empresas de serviços e consultoria em engenharia, organismos do estado, empresas técnico-comerciais, investigação e docência. As indústrias mais relacionadas são as de construção e reparação naval, pesca, logística e transportes (marítimos ou não).
Na parte da engenharia oceânica, praticamente todas as principais empresas do ramo petrolífero empregam engenheiros navais para a realização de projetos de exploração e produção de petróleo offshore.
O fato de a engenharia naval abranger conceitos das outras áreas de engenharia e de o profissional dessa modalidade ser capaz de analisar e simplificar problemas complexos, permite-se que esse engenheiro trabalhe também fora do setor naval. Um exemplo, é a presença frequente de engenheiros navais nos setores automobilístico, aeronáutico e da construção civil.

## Ensino
No Brasil, existem sete universidades que oferecem cursos de Engenharia Naval, Engenharia Mecânica Naval e Oceânica: 
- Universidade de São Paulo (Engenharia Naval e Oceânica)
- Universidade Federal do Rio de Janeiro (Engenharia Naval e Oceânica)
- Universidade Federal de Santa Catarina (Engenharia Naval)
- Universidade Federal do Pará (Engenharia Naval)
- Universidade Federal do Rio Grande (Engenharia Mecânica Naval)
- Universidade Federal de Pernambuco (Engenharia Naval)
- Universidade do Estado do Amazonas (Engenharia Naval)
- Universidade do Estado do Rio de Janeiro (Tecnologia em Construção Naval)

Em Portugal, o Instituto Superior Técnico oferece o curso de Engenharia e Arquitetura Naval, dividido em dois ciclos: licenciatura e mestrado. A Escola Naval oferece os cursos de mestrado em Engenharia Naval, ramos de Mecânica e de Armas e Eletrônica. A Escola Superior Náutica Infante D. Henrique oferece o curso de licenciatura em Engenharia de Máquinas Marítimas.

### Disciplinas
O curso, assim como grande parte das engenharias, é estruturado em duas fases:
Ciclo Básico: Cálculo, Álgebra, Física, Química, Ciência dos Materiais, Programação, Mecânica Vetorial, Eletricidade Geral, Economia e Estatística.
Ciclo Profissional: Hidrodinâmica, Mecânica dos Fluidos, Estruturas, Vibrações, Mecânica dos Meios Contínuos, Hidrostática, Termodinâmica, Arquitetura Naval, Máquinas Marítimas, Técnicas de Construção, Controle, Modelagem Computacional, Gestão de Projetos, Logística e Pesquisa Operacional.